# Церковь вселенская и торжествующая
Церковь вселенская и торжествующая (ЦВиТ) — международная религиозная организация теософского направления, принадлежащая движению Нью Эйдж. Она основана в 1975 году Элизабет Клэр Профет. Эта организация является ответвлением (а в настоящий момент − юридическим лицом) компании Саммит Лайтхауз, основанной в 1958 году мужем Профет, Марком Л. Профетом. Их убеждения отразили особенности традиций теософии, движения «Я есмь» и Нового мышления. Организация имеет местные общины в более чем 20 странах, а её штаб-квартира находится недалеко от города Гардинер в штате Монтана.

## Название
Название организации «Церковь вселенская и торжествующая» (англ. Church Universal and Triumphant) было представлено Элизабет Клэр Профет 2 июля 1973 года в послании вознесённого владыки Порция. и восходит к выражению христианского богословия «Церковь воинствующая и Церковь торжествующая», которое несло в себе смысл единства всех христиан на земле и на небесах. В 1895 году, основательница организации «Христианская наука» Мэри Бейкер-Эдди использовала понятия «вселенская» и торжествующая в своём первом «Церковном руководстве» применительно к организации, которую она основала. В издании 1903 года она использовала эти понятия, назвав свою организацию, как «Церковь вселенская и торжествующая».
В 1919 году теософ Алиса Бэйли предвидела появление новой организации и предсказала, что религия Новой Эры появится к концу 20-го века, и что она будет называться Церковь вселенская. Тем не менее Бэйли использовала выражение «Церковь вселенская», а не «Церковь вселенская и торжествующая» и на странице 152 своей работы «Трактат о белой магии» она указала, что ее «Церковь вселенская» не является церковью или традиционной организацией среди прочих, но субъективной или мистической сущностью: «Это есть внутренняя группа любящих Бога, интеллектуальных мистиков, знатоков реальности, которые не принадлежат ни к одной религии или организации, но кто считает себя членами Церкви вселенской и как бы 'членами по отношению друг к другу.'»

## Членство
Организация никогда не публиковала данные о количестве своих членов, и общую принадлежность трудно оценить из-за децентрализованной международной структуры. Согласно одним данным членство достигло около 10 000 активных участников, но резко снизилось после ряда кризисов и противоречий в начале и середине 1990-х годов. Тем не менее, этот автор, возможно, упускает из виду рост международного членства. В статье в журнале «People Weekly» в 1985 году утверждалось, что Элизабет Клэр Профет произвела подсчет, и что число членов церкви располагается между 75000 и 150000. В 1994 году количество последователей оценивалось от 30000 до 50000, в том числе международных членов.

## Теология
Религиовед Джон Гордон Мелтон причисляет «Церковь вселенскую и торжествующую» к религиям «древней мудрости» сродни теософии и движению «Я есмь».
Учение организации представляет собой синкретическую систему взглядов, которая включает элементы буддизма, христианства, эзотерического мистицизма, паранормального и алхимии, сочетая это с верой в ангелов и элементалов (или духов природы). Оно концентрируется вокруг сообщений, полученных от вознесённых владык через Святой Дух. Множество вознесённых владык, таких как Санат Кумара, Майтрея, Джвал Кул, Эль Мория, Кут Хуми, Павел Венецианец, Серапис Бей, владыка Илларион, владыка Иисус и Сен-Жермен имеют свои корни в теософии и трудах Е. П. Блаватской, Ч. Ледбитера и Алисы Бэйли. Другие, такие как Гаутама Будда и Конфуций являются историческими религиозными фигурами. Некоторые, как например Ланто, Нада, Лотос и Ланелло, являясь вознесёнными владыками, были впервые представлены Элизабет Клэр Профет. В общем, она идентифицировала более 200 вознесенных владык, которые не фигурировали как «владыки древней мудрости» в оригинальном учении теософии.
Марк Профет, а позже его жена, объявили себя посланниками вознесенных владык. Как таковые, они были способны поддерживать связь с вознесенными владыками и передавать их наставления всему миру. Диктовки, охарактеризованные как поступающие непосредственно от владык, публиковались еженедельно под названием «Жемчужины мудрости».
Группа последователей практикует молитвы, аффирмации, мантры и динамическую форму молитвы, известную как «веления» (англ. decrees). Они служат многим целям: духовной устремленности, призыву ангелов для защиты, призыву света Бога на землю, поиску здоровья, мудрости, воли Бога и для трансмутации негативной кармы. Одним из наиболее важных применений велений является призыв фиолетового пламени, как наиболее эффективного метода балансирования кармы, сотворенной в прошлом. Преподается доктрина семи лучей, равно как и учение о чакрах и реинкарнации.